# 天理本線料金所
天理本線料金所（てんりほんせんりょうきんしょ）は、奈良県大和郡山市にある西名阪自動車道の本線上にある本線料金所である。西名阪自動車道は均一制の料金徴収を行っており、天理本線料金所では香芝ICから天理ICの区間の料金を徴収する。従って、この先の天理ICには出入口に料金所を設けていない。また、「天理」本線料金所ではあるが実際には天理市のすぐ隣にある大和郡山市に設置されている。
本線料金所を挟む形で天理PAが建設されている。

## 料金所
ブース数：

### 天理・名阪国道・名古屋方面
- ブース数：8
  - ETC専用：4
  - 一般：4

### 法隆寺・松原・大阪方面
- ブース数：
  - ETC専用：
  - ETC/一般：
  - 一般：

## 隣
E25 西名阪自動車道
(5) 郡山IC - 天理PA/TB - (6) 天理IC